# Паро
Паро (дзонґ-ке སྤ་རོ་, Вайлі spa ro) — місто на заході Бутану з населенням 15 000 жителів, розташований на висоті 2400 м. Паро є адміністративним центром округу (дзонгхагу) Паро, знаходиться в долині річки Паро.

## Клімат
Місто знаходиться у зоні, котра характеризується океанічним кліматом субтропічних нагір'їв. Найтепліший місяць — липень із середньою температурою 20.8 °C (69.5 °F). Найхолодніший місяць — січень, із середньою температурою 1.8 °С (35.2 °F).
| Клімат Паро             | Клімат Паро | Клімат Паро | Клімат Паро | Клімат Паро | Клімат Паро | Клімат Паро | Клімат Паро | Клімат Паро | Клімат Паро | Клімат Паро | Клімат Паро | Клімат Паро | Клімат Паро |
| Показник                | Січ.        | Лют.        | Бер.        | Квіт.       | Трав.       | Черв.       | Лип.        | Серп.       | Вер.        | Жовт.       | Лист.       | Груд.       | Рік         |
| Середній максимум, °C   | 9,4         | 13,4        | 14,5        | 17,6        | 23,5        | 25,4        | 26,8        | 25,3        | 23,4        | 18,7        | 13,9        | 11,2        | 18,6        |
| Середня температура, °C | 1,8         | 7,5         | 7,6         | 11,1        | 17,1        | 19,8        | 20,9        | 20          | 17,6        | 13,1        | 7,7         | 4,8         | 12,4        |
| Середній мінімум, °C    | −5,8        | 1,5         | 0,6         | 4,6         | 10,6        | 14,1        | 14,9        | 14,7        | 11,7        | 7,4         | 1,4         | −1,7        | 6,2         |
| ----------------------- | ----------- | ----------- | ----------- | ----------- | ----------- | ----------- | ----------- | ----------- | ----------- | ----------- | ----------- | ----------- | ----------- |
| Джерело: Weatherbase    |             |             |             |             |             |             |             |             |             |             |             |             |             |

## Історія
З XVII ст. бутанці стали зміцнюватися, побоюючись нападів з Тибету. Паро при цьому відігравало дуже важливу роль, так як через Паро проходить єдиний зручний шлях на Тибет через долину Чумбі в Сіккімі.
Правитель Паро активно брав участь у боротьбі за владу в Бутані в кінці XIX ст.. Однак владу здобув Уг'єн Вангчук, який скористався підтримкою англійців. Йому вдалося об'єднати країну, і в 1907 році в Пунакха він оголосив себе першим королем Бутану.

## Транспорт

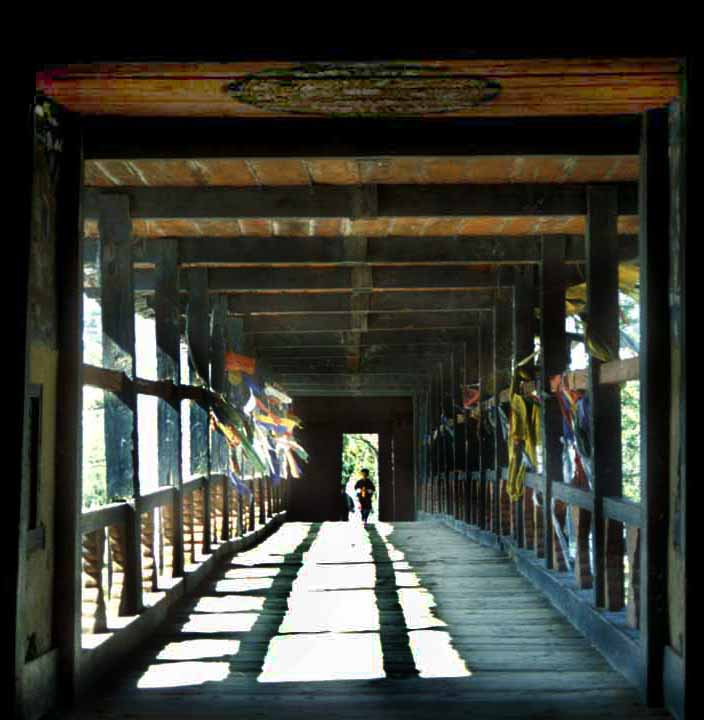
Міст через річку в Паро

### Дорожня інфраструктура
З будівництвом першої автодороги між прикордонним містом Пхунчолінг і Тхімпху з відгалуженням на Паро в шістдесяті роки караванний транспорт змінився перевезенням вантажів по автодорозі. Ще в 1958 році прем'єр-міністр Індії Джавахарлал Неру зі своєю дочкою Індірою Ганді їздив в Паро з Сіккіму на яках.

### Аеропорт «Паро»
В долині Паро знаходиться один із двох аеропортів країни — аеропорт Паро, що входить в десятку найнебезпечніших аеропортів світу.
Аеропорт Паро також є одним з найбільших аеропортів Бутану за кількість перевезених країною пасажирів.

## Економіка Паро
У долині Паро інтенсивно вирощується рис, яблука та картопля.

## Туризм
Максимальне число туристів прилітають в Паро під час щорічних монастирських свят (Цечу), тоді кількість гостей становить кілька сотень.

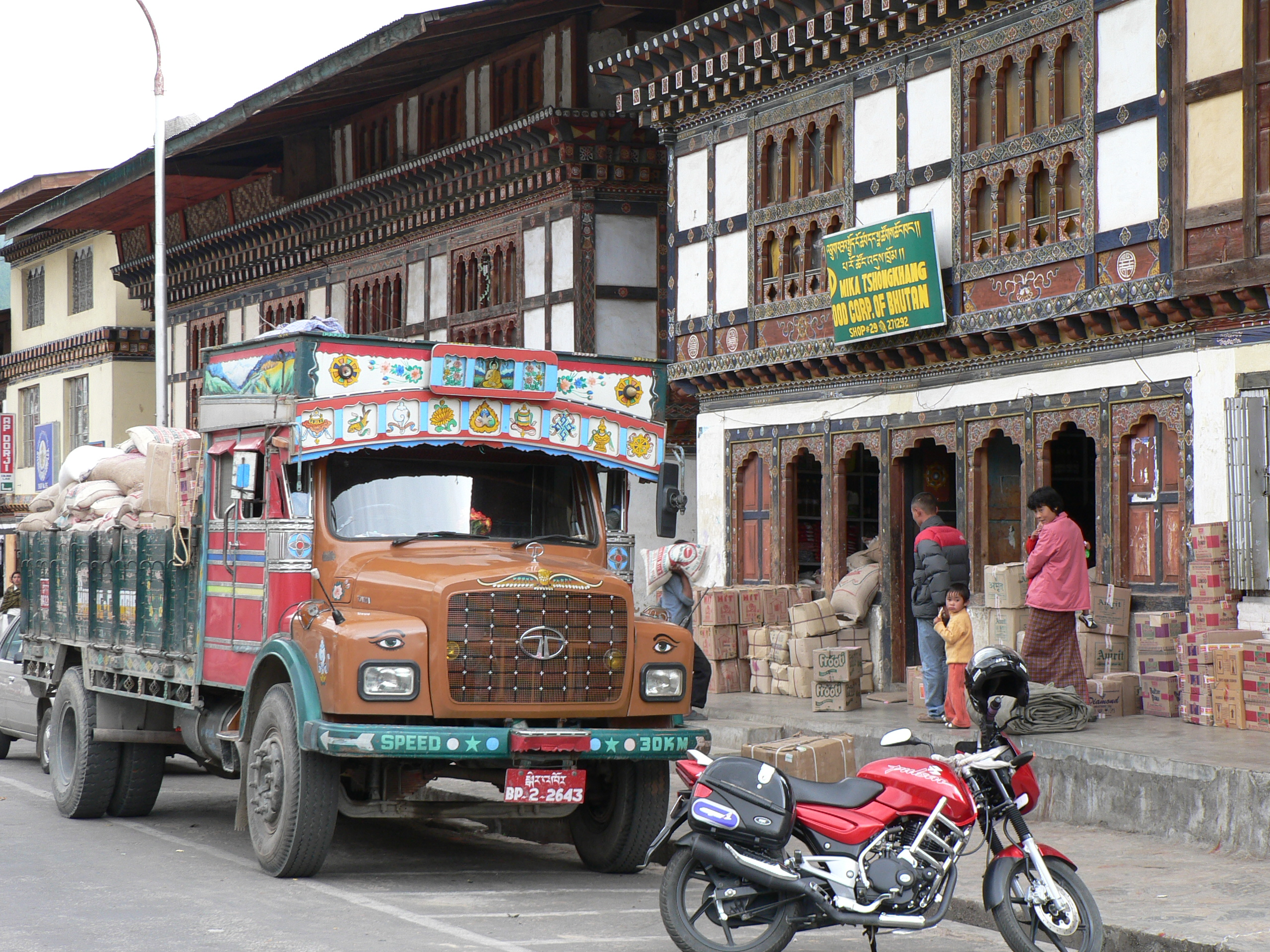
Вулиця міста

## Пам'ятки Паро і околиць
- Буддійський храм Дунце-лакханг XV століття
- Фортеця Друкґ'ял-дзонг (в руїнах)
- Буддійський храм Кичу-лакханг, побудований в VII ст. є царем Тибету Сонгцен Гампо одночасно з храмом Джамбо-лакханг в Бумтангу .
- Національний музей Бутану (у фортеці Та-дзонг).
- Фортеця Рінпунг-дзонг XVII ст. .
- Монастир Такцанг-лакханг («Гніздо тигриці») в печері, де зупинявся Падмасамбхава в IX ст.
- Традиційні селянські будинки.

### Архітектура Паро
Більшість будинків висотою не більше 4-х поверхів.
Уздовж головної вулиці Паро знаходиться комплекс традиційної архітектури з пишних будівель, невеликих магазинів, установ і ресторанів.
Дунце лакханг — храм XV століття — знаходиться поблизу нового мосту, а через паркан видно палац Угьєн Перлі. Члени королівської родини оселилися в палаці поблизу старого мосту в Рінпунг Дзонг. До відомих готелів належить «Olathang», побудований у декоративному стилі.

## Будови
- Паро (стадіон)